# Sabah Al-Ahmad Al-Jaber Al-Sabah
Sabah al-Ahmad al-Jabir al-Sabah GCB (em árabe: صباح الأحمد الجابر الصبا) (16  de junho de 1929 – Estados Unidos, 29 de setembro de 2020) foi o 15.º Regente e 5.º Emir do Kuwait, sendo empossado em 29 de janeiro de 2006, após a confirmação pela Assembleia Nacional do Kuwait. Foi o quarto filho do emir Ahmad Al-Jaber Al-Sabah. Xeique Sabah foi o líder da monarquia Sabah, a qual está no poder desde 1756.

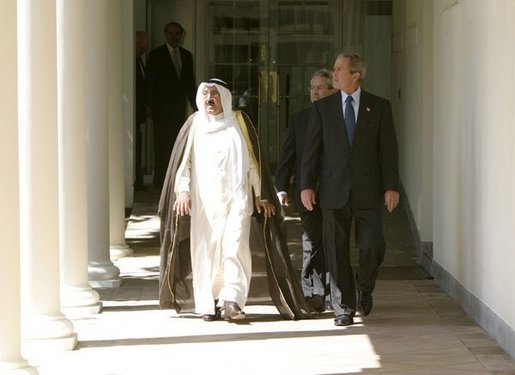
Sabah al-Ahmad al-Jabir al-Sabah com o presidente norte-americano George Walker Bush na Casa Branca.

Foi primeiro ministro do Kuwait de 2004 a 2006. Sua nomeação como primeiro-ministro, em julho de 2004, deu-se em substituição ao Príncipe Saad al-Abdullah al-Salim al-Sabah. Anteriormente fora Ministro das Relações Exteriores durante quarenta anos (1964-2004).
Morreu em 29 de setembro de 2020, aos 91 anos, em um hospital em Rochester (Minnesota), nos Estados Unidos.